# Khaled Abu Toameh
Khaled Abu Toameh (en arabe : خالد أبو طعمة, hébreu : חאלד אבו טועמה) est un arabe israélien né en 1963, journaliste, conférencier et réalisateur de films documentaires. Il écrit pour le Jerusalem Post et le Gatestone Institute de New York (en), et pour de nombreux autres journaux dans le monde. Il est aussi producteur et consultant pour NBC News depuis 1989 et il a réalisé des documentaires pour la BBC et Channel 4.

## Biographie
Abu Toameh est né à Tulkarem (Cisjordanie) d'un père arabe israélien et d'une mère palestinienne. Il a grandi dans la ville arabe de Baqa al-Gharbiyye, au sein du district d'Haïfa.  
Il est titulaire d'une licence de lettres (B. A. en littérature anglaise) de l'université hébraïque de Jérusalem et vit à Jérusalem.

## Carrière dans les médias
Khaled Abu Toameh est reporteur au Jerusalem Post pour les affaires arabes depuis 2002, et depuis 1989 il est producteur et consultant pour NBC News. Il a aussi réalisé plusieurs documentaires sur les Palestiniens pour la BBC, Channel 4 et des télévisions australiennes, danoises et suédoises.
Abu Toameh a enseigné à l'École de journalisme et de communication de masse de l'université du Minnesota. Il a également enseigné en Angleterre à la School of Oriental and African Studies ainsi qu'au Royal Institute of International Affairs.
Il a été invité à parler à la Chambre des communes du Royaume-Uni.
Il a donné une conférence à l'Association canadienne des journalistes de Vancouver en 2009 et a parlé dans des campus universitaires américains et canadiens sur la situation en Judée-Samarie et dans la bande de Gaza,. Certaines de ses conférences ont été parrainés par StandWithUs (en) et il est intervenu lors de leur conférence annuelle à Los Angeles en 2008,,.
En Australie, il a été invité en 2011 au Sydney Institute pour parler des difficultés de la construction d'un État palestinien, puis au Centre des droits de l'homme pour parler des atteintes aux libertés dans les territoires de l'Autorité palestinnienne,.

## Points de vue et opinions
Abu Toameh est un ardent défenseur de la liberté d'expression. Il a notamment dénoncé des arrestations et harcèlements de journalistes arabes par l'Autorité palestinienne.
Selon le Gatestone Institute, lors de la conférence de Durban II, Toameh a critiqué des députés arabes israéliens de la Knesset pour leur soutien aux extrémistes, et leur façon d'appeler Israël un « État d'apartheid » plutôt que de réellement défendre les droits des Arabes israéliens.
Abu Toameh dit qu'il est harcelé par des condamnations, et qu'il est souvent menacé. Mais il remarque que les menaces proviennent davantage de l'extérieur du Moyen-Orient, et que ceux qui le menacent recourent à l'intimidation sans mettre en doute ni critiquer ses reportages.

## Incident sur son compte Facebook
Son compte Facebook a été suspendu puis réactivé à la suite de la publication en 2013 de son article « La Vérité qui dérange l'Autorité palestinienne »,. Finalement Facebook a publié des excuses pour la suppression de son article, en qualifiant l'incident d’"erreur d'un employé".
Il est difficile de savoir si cette mesure a été prise à la suite d'une plainte de l'Autorité Palestinienne ou de la Jordanie, ou bien à cause de dénonciations par d'autres utilisateurs.

## Reconnaissance et récompenses
En 2011, Abu Toameh a remporté le prix du Hudson Institute pour le courage en journalisme. Ce courage et sa connaissance de la politique du monde Arabe ont aussi été loués par Salim Mansur, chroniqueur au Toronto Sun (Canada).
En 2013 il a reçu le prix Emet du Comité pour l'exactitude des reportages sur le Moyen-Orient. En 2013 également, l'Algemeiner Journal l'a nommé comme l'une des 100 personnalités ayant le plus d'influence sur le monde juif.
En 2014 il a reçu le Daniel Pearl Award

## Publications
- Articles en français publiés par le Gatestone Institute.
- (en) Articles en anglais publiés par le Gatestone Institute.
- (en) Articles en anglais publiés par le Jerusalem Post.
- (en) « Telling the Truth about the Palestinians », Middle East Forum, 27 avril 2004 (consulté le 30 janvier 2017)
- (en) « The Palestinian victims no one talks about », National Post, Canada,‎ 24 juillet 2010 (lire en ligne, consulté le 30 janvier 2017)